# Кершиза
Кершиза (на албански: Qershizë или Qershiza) е село в Албания, в община Поградец, област Корча.

## География
Селото е разположено южно от Охридското езеро, до границата със Северна Македония, на 6 km югоизточно от Поградец и на около 1 km югозападно от Чърава (Чернево). Селото се намира на 794 m надморска височина.

## История
До 2015 година селото е част от община Чърава.